# إلايجا محمد
إليجاه محمد (بالإنجليزية: Elijah Muhammad) يُشار إليه بالشريف إليجاه محمد (ولد إليجاه بوول، في 7 أكتوبر 1897 - وتوفي في 25 فبراير 1975)، زعيم حركة أمة الإسلام منذ 1934 حتى وفاته في سنة 1975. دفن في مقبرة جبل غلينوود في ثورنتن، إلينويز.

## طفولته
ولد إليجاه محمد في ساندرسفيل، ولاية جورجيا، وكان الابن السابع من بين ثلاثة عشر طفلاً ل وليام بوول (1868 – 1942) عمل في التعميد والزراعة ووالدته ماري هول (1873 – 1958) ربة منزل وتعمل في الزراعة.
ولم يكمل بوول تعليمه إلا للصف الرابع حتى يساعد عائلته وعمل معهم بالزراعة. وغادر منزل ذويه في سن السادسة عشر وبدأ يعمل في المصانع وفي مجالاتِ أخرى.

## زواجه وعائلته
تزوج بوول من كلارا ايفانز (1899 – 1972) في 7 مارس 1917. في عام 1923 هاجر بوول كمئات الملايين من الأفريقيين الأمريكيين من جنوب جيم كرو إلى شمال الولايات المتحدة للحصول على فرص عمل في المدن الصناعية. روى بوول بأنه قبل سن العشرين شهد تعذيب ثلاثة رجال سود من قبل رجال بيض وقال: «رأيت ما يكفي من وحشية الرجل الأبيض».
وما بين 1920-1930 استقر بوول في هامترماك، ميتشغان، وعانى كثيراً ليبقى على رأس عمله أثناء الكساد الاقتصادي في تلك المرحلة. وخلال سنواته في ديترويت كان لدى بوول 8 أطفال 6 أولاد وبنتين.

## فترة التحول والصعود للقيادة
في أغسطس 1931 شهد إليجاه بوول خطاباً والاس فرد محمد تحدث فيه عن الإسلام وتمكين السود، وبعد ذلك توجه بوول إلى فارد سائلاً ما إذا كان المهدي. وأجابه فارد بأنه كذلك لكن الوقت لم يحن بعد. وتبع الناس فارد وأصبحوا أعضاءً فاعلين بحركته إضافة لزوجته والعديد من أخوته. ومن بعده منح فارد الأليادة بوول اسم عائلة مسلمة بداية كان كريم ومن ثم تولى إليجاه محمد معبد الأمة الثاني في شيكاغو وتولى أخيه كالوت محمد قيادة حركة الأذرع الدفاعية.
واعتقل فارد أثناء تحقيق بوليسي فيما يخص قضية قتل حدثت أثناء ممارسة طقوسهم ومن ثم أطلق سراحه بشرط أن يغادر ديترويت. وانتقل لشيكاغو ليتابع عمل معبد الأمة الثاني. والتفت حول النمو المستمر لقيادة إليجاه محمد في ديترويت وغيّر اسم معبد الإسلام إلى أمة الإسلامة. وكان إليجاه محمد ووالاس فرد محمد على تواصل حتى اختفاء فارد عام 1934. ولقب من بعدها إليجاه محمد بوزير الإسلام. وبعد اختفاء فارد أخبر إليجاه محمد تابعي فارد بأن والاس فرد محمد حرفياً كان الله على الأرض.
وفي عام 1934 قامت جماعة أمة الإسلام بنشر أول صحيفة لها بعنوان «النداء الأخير للإسلام» بهدف التثقيف والحصول على أعضاء جدد. والتحق أطفال أعضاء أمة الإسلام في صفوف جامعة محمد للإسلام وواجهت هذه المؤسسة عقبات عدة من قبل مجلس التعليم في ديترويت وشيكاغو والذي اعتبر بأن هؤلاء الأطفال متغيبين عن نظام التعليم العام. وقاد هذا النزاع في عام 1934 لسجن العديد من أعضاء جامعة الإسلام إضافة لإليجاه محمد إضافة لمواجهات عنيفة مع الشرطة. ووضع إليجاه محمد تحت المراقبة في حين استمرت الجامعة بعملها.

## زعيم أمة الإسلام
وأحكم إليجاه محمد سيطرته على المعبد رقم 1 بعد مشاجرات مع قادة محتملين ومن ضمنهم أخاه وفي عام 1935 وبعد أن أصبحت هذه الشجارات عنيفة على نحو متزايد، غادر إليجاه ديترويت واستقر وعائلته في شيكاغو حتى بدأت تصله تهديدات بالقتل، ترك محمد عائلته وسافر إلى ميلاوكي، وسكنسون حيث قام بتأسيس المعبد رقم 3، وفي النهاية وصل للعاصمة واشنطن حيث أسس المعبد رقم 4، وأمضى معظم وقته بقراءة 104 كتاب التي اقترحها عليه السيد فارد والتي كانت متواجدة بمكتبة الكونغرس.
وفي 8 مايو 1942 اعتقل إليجاه محمد بسبب عدم تسجيله للالتحاق بالقوات المسلحة أثناء الحرب العالمية الثانية وتم إطلاق سراحه بكفالة، ومن بعدها فرّ إليجاه محمد من واشنطن بناءً على نصيحة محاميه خوفاً من أن يقتل وعاد إلى شيكاغو بعد غياب دام لسبعة سنوات. واعتقل محمد هناك حيث اتهم بأنه حث ثمانية من أتباعه على عدم التسجيل للخدمة مع القوات المسلحة. ووجد مذنباً: وبقي إليجاه في سجن فيدرالي، ميلان-متشيغان لمدة أربعة سنوات (1942-1946) وفي هذا الوقت قامت زوجته كلارا بإدارة المنظمة وكان إليجاه محمد يقوم بنقل رسائله وتوجيهاته لأتباعه.
وبعد أن أنهى مدته في السجن عاد إلى شيكاغو كانت عائلة إليجاه محمد مسؤولة عن منظمة أمة الإسلام وقد احتفظت المنظمة بعضويته أثناء وجوده بالسجن، وزادات عضويته بعد عودته. في حين كان عدد المعابد أربعة في عام عام 1946 تنامى عددها ليصبح خمسة عشر في عام 1955. وفي عام 1959 أصبح هنالك خمسون معبداً في 22 ولاية.
وفي السبعينات أصبحت منظمة أمة الإسلام تمتلك مخابزها ومحلات الحلاقة والقهوة والبقالة والغسيل والمطابع ومحلات البيع بالتجزئة إضافة للعديد من مكاتب العقارات وأسطول من العربات المقطورة والأراضي الزراعية في كل من ميتشغان وألاباما وجورجيا. وفي عام 1972 تحكمت منظمة أمة الإسلام على أغلبية الفوائد في بنك غارانتي وبنك ترست، كما توسعت منظمة أمة الإسلام بمدارسها ففي عام 1974 تم تأسيس مدارس في 47 مدينة في الولايات المتحدة الأمريكية. وفي عام 1972 أخبر إليجاه محمد تابعين بأن المنظمة لديها شبكة من الأعمال تصل قيمتها إلى 75 مليون دولار أمريكي.

## وفاته
توفي إليجاه محمد عن عمر يناهز 77 في 25 فبراير 1975 نتيجة لقصور في القلب. ودفن في مقبرة جبل غلينوود في ثورنتن، إلينويز.

## روابط خارجية
- إلايجا محمد على موقع IMDb (الإنجليزية)
- إلايجا محمد على موقع الموسوعة البريطانية (الإنجليزية)
- إلايجا محمد على موقع مونزينجر (الألمانية)
- إلايجا محمد على موقع إن إن دي بي (الإنجليزية)
- إلايجا محمد على موقع ديسكوغز (الإنجليزية)